# Рачиці (Ілірська Бистриця)
Рачиці (словен. Račice) — поселення в общині Ілірська Бистриця, Регіон Нотрансько-крашка, Словенія. Висота над рівнем моря: 586,4 м.